# Felix von Arnim

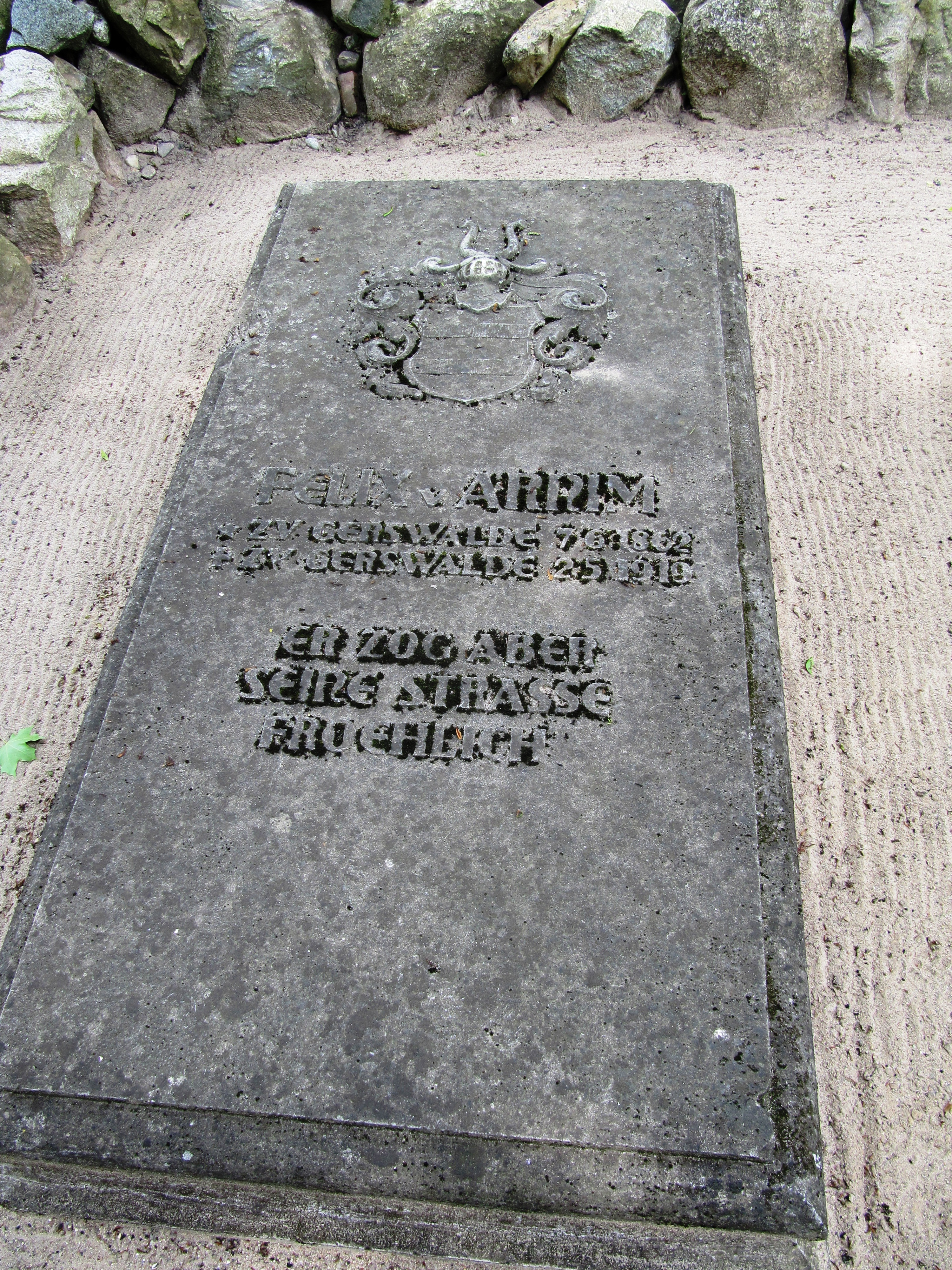
Grabmal Felix von Arnims in Gerswalde

Felix Wilhelm Friedrich von Arnim (* 7. Juni 1862 in Gerswalde; † 2. Mai 1919 ebenda) war ein preußischer Offizier, Kammerherr und Gutsbesitzer in der Uckermark.

## Herkunft
Felix war ein Sohn von Arthur von Arnim (1825–1883) und dessen Ehefrau Henriette, geborene Herbig (1827–1892). Seine Schwester Henriette (* 1865) war mit dem preußischen Generalleutnant Thilo von Tresckow verheiratet.

## Leben
Arnim war bis 1891 Lehrer am preußischen Militärreitinstitut Hannover und Ordonnanzoffizier des Erbgroßherzogs von Oldenburg Friedrich August, der 1890 auch Taufpate seines ersten Sohnes Adolf Oswald war. 1900 quittierte Arnim aus gesundheitlichen Gründen den Dienst und verließ 1904 sein Regiment endgültig als Major. Nach dem Kaisermanöver 1911 erhielt er den Titel eines preußischen Kammerherrn. Er war Rechtsritter des Johanniterordens.

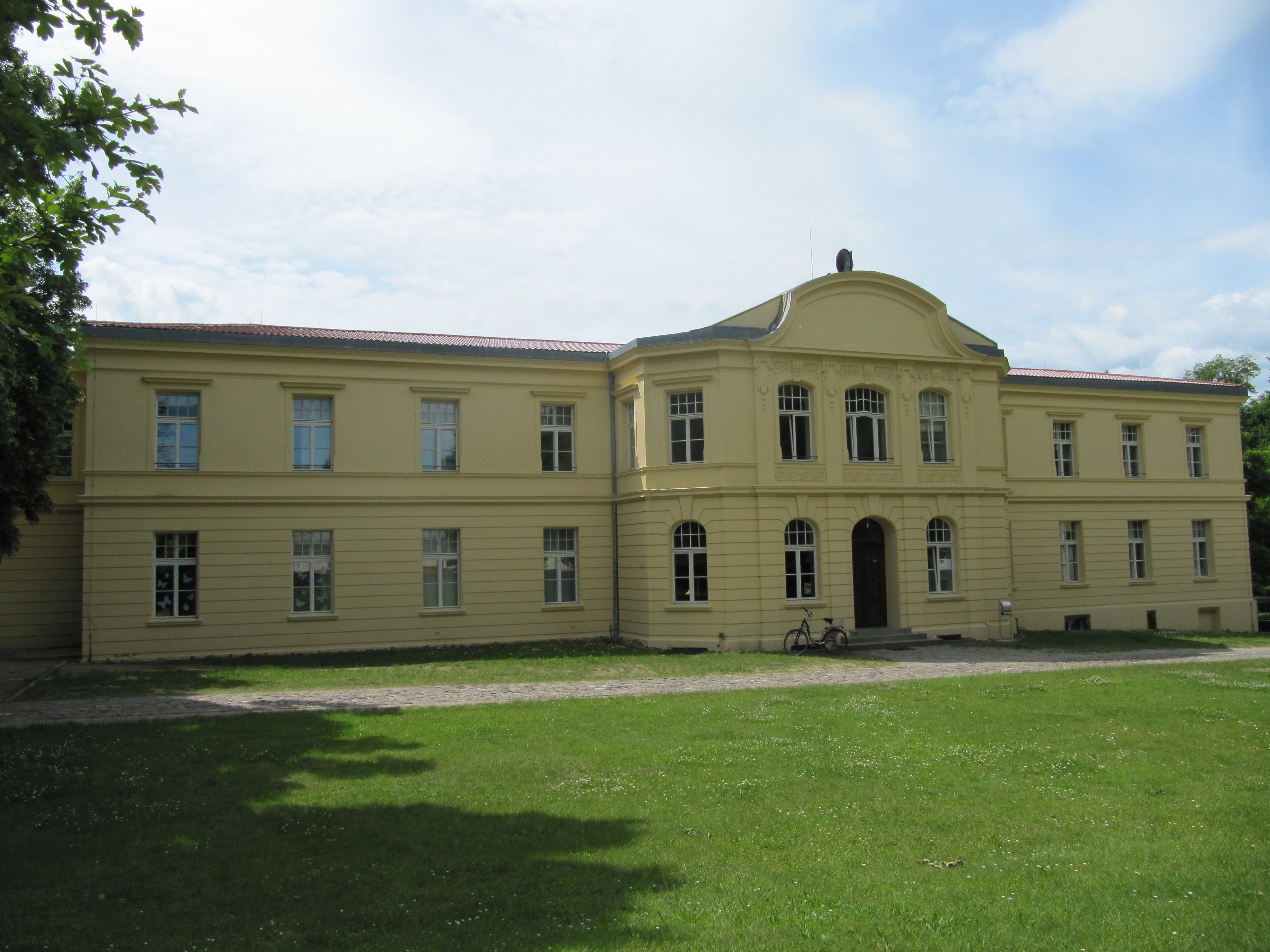
Schloss Gerswalde (2013)

Arnim heiratete 1889 die Tochter Emily (1869–1952) des deutsch-amerikanischen Brauereibesitzers Adolph Schalk (* 1826) aus Newark und dessen Ehefrau Emma Uhl (1841–1902). Der Mutter von Emma Uhl, Anna Uhl gehörte die größte deutschsprachige Zeitung der USA, die New Yorker Staats-Zeitung.
Das Ehepaar ließ mit amerikanischen Dollars das Herrenhaus umbauen, es entstand eine zentrale Freitreppe, große Feldsteinterrassen, der Marstall und ein Schlossteich. Emily ließ am Südhang kalifornisches Tafelobst anbauen und machte so die Gärtnerei über die Uckermark hinaus bekannt. Auf dem 1907 gegründeten Rittergut Herrenstein wurde eine Pferdezucht betrieben.
Die Tochter Emily (genannt Milly) Henriette von Arnim (1892–1982) heiratete 1916 in Berlin Rudolf von Oppen (1887–1954).
Nach dem Tod Arnims übergab die Mutter Emily das Gut 1921 schuldenfrei an ihren Sohn Adolf Oswald Arthur von Arnim (1890–1970) und zog in die Schweiz. 1926/1927 verlor Adolf Oswald Arthur von Arnim das alte Stammgut Gerswalde wegen erfolgloser Finanzspekulationen.